# Élection partielle d'Alyn and Deeside de 2018
L'élection partielle d'Alyn and Deeside de 2018 se déroule le 6 février 2018. Elle est organisée à la suite du décès de Carl Sargeant, le représentant travailliste de la circonscription d'Alyn and Deeside à l'Assemblée nationale du pays de Galles, mort le 7 novembre 2017.
Tous les partis ayant présenté un candidat dans Alyn and Deeside lors des élections législatives de 2016 font de même lors de l'élection partielle, à l'exception du Parti pour l'indépendance du Royaume-Uni (UKIP). Le candidat du Parti travailliste est Jack Sargeant, le fils du député défunt.
Bastion travailliste depuis la création de la chambre dévolue en 1999, le siège d'Alyn and Deeside est remporté par Jack Sargeant avec 60 % des suffrages exprimés. Âgé de 23 ans, il devient le benjamin de l'Assemblée.

## Contexte

### Alyn and Deeside

La circonscription d'Alyn and Deeside au sein de la région électorale de North Wales.

Alyn and Deeside est l'une des 40 circonscriptions électorales de l'Assemblée nationale du pays de Galles. Ses limites sont identiques à celles de la circonscription parlementaire d'Alyn and Deeside, utilisée pour les élections à la Chambre des communes. Elle est située dans le nord-est du pays de Galles, près de la frontière anglo-galloise. Plus de la moitié de sa population est native d'Angleterre.
C'est une petite circonscription très urbanisée qui comprend les villes de Connah's Quay, Queensferry, Shotton, Buckley et Broughton dans la conurbation de Deeside. Le secteur industriel y est très développé, avec notamment une usine aéronautique d'Airbus à Broughton et une usine de Toyota dans le parc industriel du Deeside, de l'autre côté de la frontière, qui emploie de nombreux ouvriers résidant dans la circonscription. Les salaires y sont supérieurs à la moyenne du pays de Galles et le taux de chômage y est inférieur.
Historiquement liée au Parti libéral (le Premier ministre William Gladstone termine sa vie à Hawarden), Alyn and Deeside est un bastion du Parti travailliste dès sa création. Lors des premières élections de l'Assemblée nationale, en 1999, le travailliste Tom Middlehurst (en) est élu avec une majorité de plus de 6 000 voix. La circonscription se distingue par une forte abstention lors des élections régionales, avec un taux de participation compris entre 25 % (en 2003) et 37 % (en 2011).

### Carl Sargeant

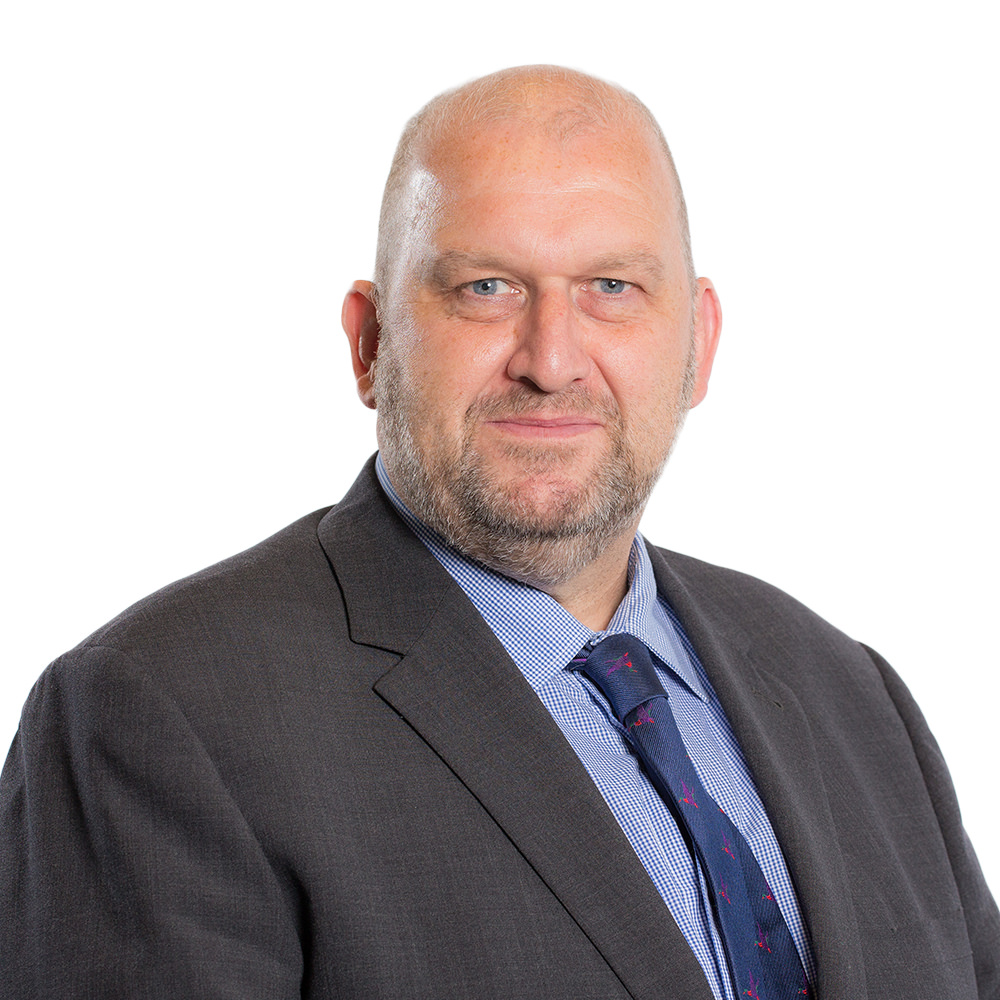
Portrait officiel de Carl Sargeant.

Carl Sargeant, né en 1968 à St Asaph, est élu membre de l'Assemblée nationale du pays de Galles pour Alyn and Deeside lors des élections de 2003. Réélu avec des marges confortables en 2007, 2011 et 2016, il occupe successivement plusieurs postes au sein du gouvernement gallois. En 2016, il est ainsi nommé secrétaire de cabinet aux Communautés et à l'Enfance au sein du troisième gouvernement de Carwyn Jones,.
Le 3 novembre 2017, Sargeant est suspendu du Parti travailliste gallois et renvoyé du gouvernement à la suite d'accusations non spécifiées concernant son comportement. Ce renvoi s'inscrit dans une série de scandales concernant la classe politique britannique à l'automne de 2017, plusieurs députés et membres du gouvernement britanniques étant accusés de harcèlement sexuel et d'agressions sexuelles alors que le mouvement #MeToo encourage les femmes victimes à prendre la parole.
Sargeant n'est pas informé du détail des accusations portées à son encontre. Bouleversé par son renvoi, il est retrouvé mort à son domicile de Connah's Quay quatre jours plus tard. Le coroner chargé de l'enquête conclut à un suicide par pendaison.
Une élection partielle doit être organisée dans les trois mois qui suivent la vacance du siège. La présidente de l'Assemblée galloise Elin Jones annonce le 4 décembre qu'elle est fixée au dernier jour possible, c'est-à-dire le mardi 6 février 2018, compte tenu des circonstances particulières de la disparition de Sargeant et de la période des fêtes de fin d'année. Les élections partielles se déroulent habituellement le jeudi et non le mardi, mais il ne s'agit pas d'une obligation légale.

## Candidats et campagne
Le dépôt des candidatures est clôturé le 10 janvier 2018 à 16 h. Cinq candidats se présentent.
La première candidate annoncée est Sarah Atherton, sélectionnée par les Conservateurs gallois pour disputer l'élection le 18 décembre 2017. Ancienne infirmière et travailleuse sociale, elle siège au conseil communautaire de Gresford. Les grands axes de sa campagne sont le chômage, le logement et la santé.

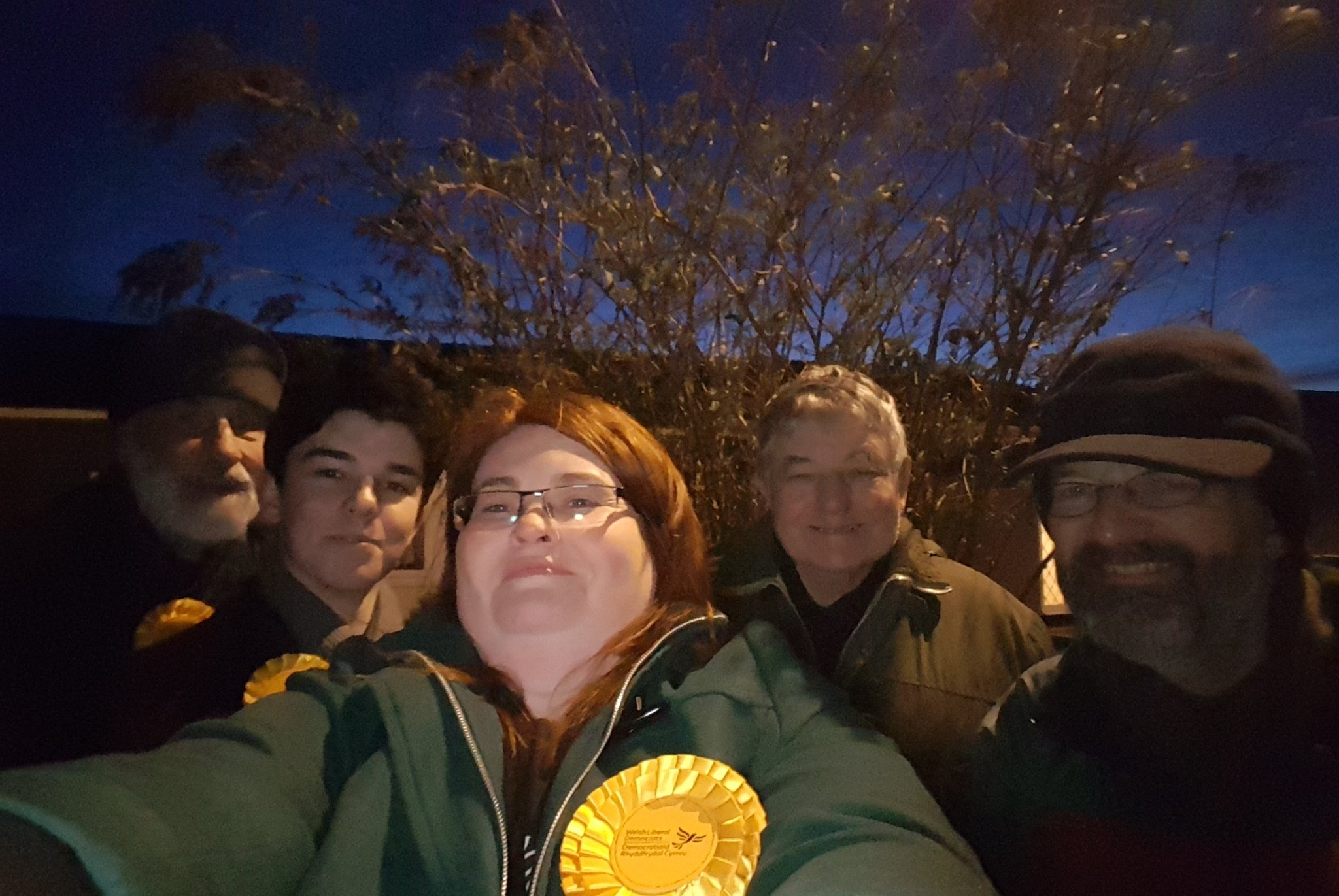
Donna Lalek entourée de militants libéraux-démocrates le soir de l'élection.

Les Libéraux-démocrates gallois annoncent le 21 décembre avoir choisi comme candidate Donna Lalek, employée de banque et membre du conseil communautaire de Broughton. Durant la campagne, elle insiste sur ses liens avec la circonscription, où elle est l'un des deux seuls candidats à résider.
Le candidat du Parti travailliste gallois est choisi par ses membres après une première sélection effectuée par les cadres du parti. Le fils de Carl Sargeant, Jack, annonce sa candidature en décembre et l'explique par son désir de poursuivre l'œuvre de son père. Deux autres candidates sont sélectionnées : Carolyn Thomas, membre du conseil de comté du Flintshire, et Hannah Jones, membre du conseil municipal de Saltney. Le vote des membres est organisé lors d'un meeting de campagne au Civic Hall de Connah's Quay le 3 janvier 2018 et Sargeant le remporte avec plus de 50 % des voix.
La branche galloise du Parti pour l'indépendance du Royaume-Uni (UKIP) annonce par l'intermédiaire de son chef Neil Hamilton son intention de ne pas présenter de candidat contre Jack Sargeant, par respect envers la mémoire de son père. UKIP, représenté par Michelle Brown (en), était arrivé en troisième position dans Alyn and Deeside avec 17,4 % des suffrages lors des élections de 2016.
Les derniers candidats déclarés sont Carrie Harper, conseillère municipale à Wrexham, pour le parti indépendantiste Plaid Cymru, et Duncan Rees pour le Parti vert du pays de Galles. Harper met en avant la situation difficile du National Health Service dans les Galles du Nord pendant la campagne.
Un débat télévisé est organisé par la BBC le 31 janvier, une semaine avant l'élection. Tous les candidats y participent à l'exception de Jack Sargeant. Ce dernier déclare que la meilleure manière à ses yeux de s'adresser au corps électoral est d'aller à sa rencontre plutôt que de « participer à des événements choréographiés qui dégénèrent trop souvent en foires d'empoigne partisanes et dégoûtent les électeurs ». Les échanges concernent principalement la meilleure manière d'améliorer la situation du National Health Service et l'éventualité d'un deuxième référendum sur le retrait du Royaume-Uni de l'Union européenne. Dans l'ensemble, la campagne se caractérise par sa faible intensité ; le journaliste Nick Servini note l'absence complète d'affiches électorales et de pancartes dans la circonscription dans les jours qui précèdent le scrutin.

## Résultats

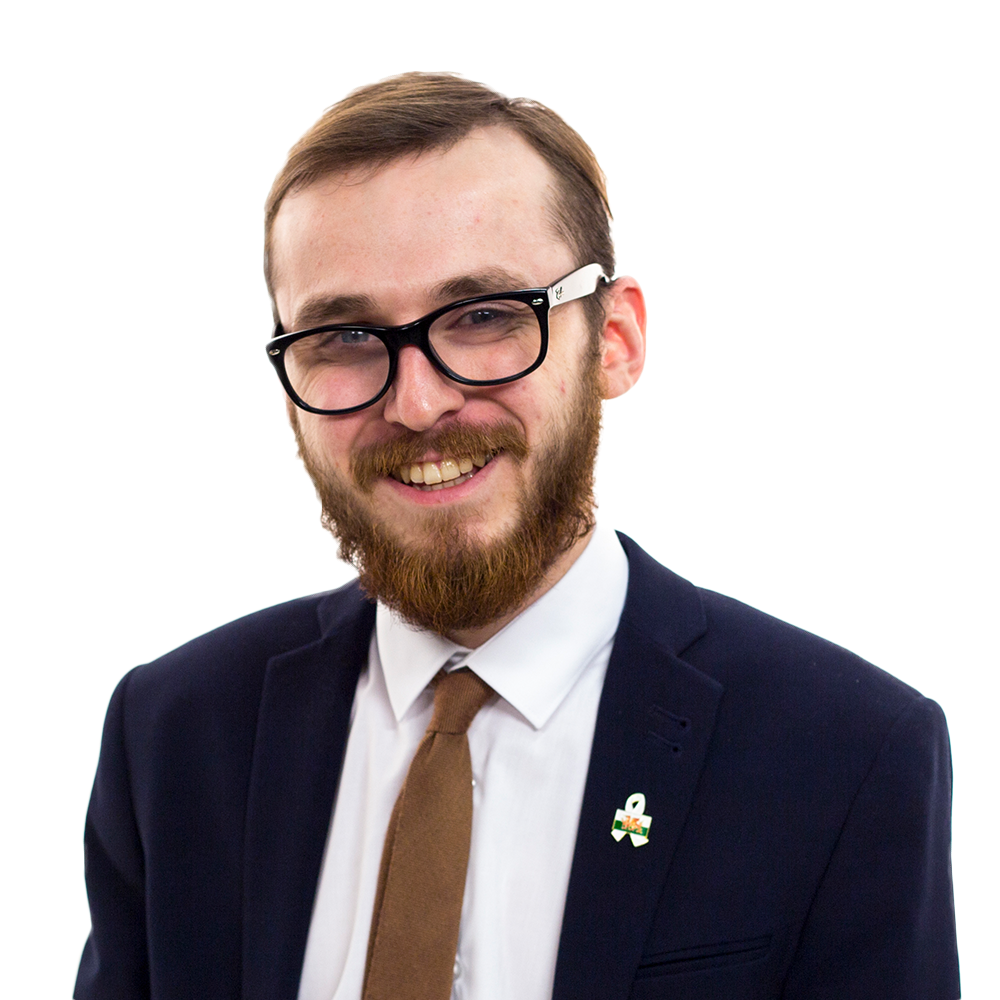
Portrait officiel de Jack Sargeant.

L'élection est remportée par Jack Sargeant avec près de 61 % des suffrages exprimés, soit 15 points de plus pour les travaillistes qu'en 2016. À 23 ans, il devient le plus jeune membre de l'Assemblée jamais élu jusqu'alors.
La candidate conservatrice Sarah Atherton arrive deuxième avec 25 % des voix, une hausse de 4 points. Donna Lalek fait gagner près de 2 points aux libéraux-démocrates avec 6 % des voix et se classe troisième. En revanche, Plaid Cymru perd plus de 3 points par rapport à son score de 2016, mais avec 5,7 % des voix, Carrie Harper bénéficie du remboursement de son acompte de 500 £. Ce n'est pas le cas de Duncan Rees, qui arrive dernier avec 353 voix,.
Le taux de participation s'élève à 29 %. C'est 4 points de moins qu'aux élections de 2016, mais au-dessus du record d'abstention des élections de 2003 où seulement 25 % des électeurs d'Alyn and Deeside s'étaient déplacés dans les bureaux de vote. Plusieurs facteurs contribuent à ce faible taux, comme le manque d'intérêt pour la politique galloise, le froid et le fait que l'élection se déroule un mardi et non un jeudi.
|                 | Jack Sargeant                                    | Parti travailliste  | 11 267 | 60,65  | 14,92 |  |  |
|                 | Sarah Atherton                                   | Conservateurs       | 4 722  | 25,42  | 4,41  |  |  |
|                 | Donna Lalek                                      | Libéraux-démocrates | 1 176  | 6,33   | 1,81  |  |  |
|                 | Carrie Harper                                    | Plaid Cymru         | 1 059  | 5,70   | 3,26  |  |  |
|                 | Duncan Rees                                      | Parti vert          | 353    | 1,90   | 0,53  |  |  |
|                 |                                                  |                     |        |        |       |  |  |
| Majorité        | Majorité                                         | Majorité            | 6 545  | 35,23  | 10,51 |  |  |
| Transfert       | Transfert                                        | Transfert           |        |        | 5,26  |  |  |
|                 |                                                  |                     |        |        |       |  |  |
| Corps électoral | Corps électoral                                  | Corps électoral     | 64 053 | 100,00 |       |  |  |
| Abstention      | Abstention                                       | Abstention          | 45 435 | 70,93  |       |  |  |
| Participation   | Participation                                    | Participation       | 18 618 | 29,07  |       |  |  |
| Exprimés        | Exprimés                                         | Exprimés            | 18 577 | 29,00  | 5,6   |  |  |
| Blancs et nuls  | Blancs et nuls                                   | Blancs et nuls      | 41     | 0,06   |       |  |  |
|                 |                                                  |                     |        |        |       |  |  |
|                 | Le Parti travailliste gallois conserve le siège. |                     |        |        |       |  |  |